# ナンシー・カートライト
ナンシー・カートライト（Nancy Cartwright、1957年10月25日 - ）は、アメリカ合衆国の女優、声優。

## 経歴・人物
カートライトはオハイオ州デイトンで、フランク・カートライトとミリアム・カートライトの娘として生まれた。
Kettering Fairmont High School, を卒業したナンシーはオハイオ大学に入学した後UCLAに転学して、演劇の学位をとった。
カートライトは、ヨギ・ベアや珍犬ハックル、Snagglepussを演じたドーズ・バトラー の生徒であり、彼女は自伝の中で師や友人と同じようにバトラー についても言及している。
ザ・シンプソンズ放送以前にはテレビアニメFantastic MaxでFXという緑色のエイリアンを演じた。

### ザ・シンプソンズ
カートライトはテレビアニメ『ザ・シンプソンズ』において1987年からバート・シンプソンや Nelson Muntz, Todd Flanders, Ralph Wiggum、カーニー、データベースなどの声を担当している。
当初、カートライトはバートではなくリサのオーディションに応募していたが、彼女の声がリサよりもバートに向いているとされ、原作者のマット・グレイニングは彼女にバートのセリフを言わせた上でバート役に採用した。
バートの"Eat My Shorts" （パンツでもかぶってろ）というセリフは、彼女が高校時代に所属していたマーチングバンド部での出来事からきている。なお、カートライトはメインキャストの中でちゃんとした声優の修行を積んだ人物である。
1998年まで、カートライトは1話につき3万ドルをもらっていた。ある時、彼女を含む主要キャストがFOX放送に、自分達を降板させる用意はできていると脅された。1998年から2004年の間にこの騒動が収まった時には、1話ごとに12万5千ドルが支払われていた。2004年、声優たちが一話ごとに36万ドル支払うことを要求して、意図的にザ・シンプソンズでの打ち合わせに参加しなかったことがあった。一か月後にこの問題は解決され、現在カートライトには一話ごとに40万ドルが支払われている。

### ザ・シンプソンズ以外
カートライトは『ザ・シンプソンズ』だけでなく、『キム・ポッシブル』（ルーファス）,『ラグラッツ』（チャッキー・フィンスター）,『ラグラッツ・ザ・ティーンズ』、『ザ・リプレイス 大人とりかえ作戦』、Richie Rich,『アニマニアックス』（『ピンキー&ブレイン』も含む）、『パパはグーフィー』、"My Little Pony"、"The Critic"、"God, the Devil and Bob"、"Mike, Lu & Og"、"Pound Puppies"、"Snorks"、『ギャラクシー・ハイスクール』といった作品に出演しており、チャック・ジョーンズの遺作Timberwolfにも出演 しただけでなく、人気シンジゲートアニメ"Wayside"では、Mrs. Jewls, Dana, Maurecia,ねずみのSammyの4役を演じた。
俳優業では、『チアーズ』、Fame 、Empty Nest 、The Fresh Prince of Bel-Air、『トワイライトゾーン/超次元の体験』（第3話）、"Flesh & Blood" 、『GODZILLA』などといった作品に出演し、 テレビ映画"Marian Rose White"では主役を演じた。最近は『24 -TWENTY FOUR-』の第6シーズンでジニー・タイラーを演じた。
自伝My Life as a Ten-Year-Old Boyには、『ザ・シンプソンズ』の舞台裏が明かされている。
この本の舞台版がエディンバラ・フェスティバル・フリンジで上演されたが、あまり広く受け入れられなかった。

### 受賞歴
バート・シンプソン役の声優として、1992年に『不良少女リサ』(原題:Separate Vocations)という回の演技が評され1992年にプライムタイム・エミー賞ボイスオーバー・パフォーマンス賞を1995年にアニー賞声優賞（テレビ部門）をそれぞれ受賞した。
カートライトの制作会社SportsBlastとその提携企業Turner Sports Interactive（傘下にNascar.com）は、ヒューストン映画祭において、オリジナルシリーズThe Kellysでシルバー賞を受賞した。
2005年、カートライトはカリフォルニア州ロサンゼルス郊外にあるNorthridgeの名誉市長に選ばれた。（ただし、この町には市長の事務所はない）

### 私生活
1988年、カートライトは作家ウォーレン・マーフィーと結婚し、2人の子供をもうけたが、2005年に離婚した。
彼女は1989年にChurch of Scientologyに入信して以来、Church of Scientologyの信者である。1991年にはClearになった]。
2007年、自分が一年間に稼ぐ金額の2倍である1000万ドルを教団に寄付したということで、Scientology's Patron Laureate Awardに選ばれた。
カートライトはFamous Fone Friendsやメイク・ア・ウィッシュ、しあわせへの道協会（サイエントロジー傘下）といった非営利団体の支援を行っている。また、サイエントロジー傘下の団体で、よりよい家庭を作るためにあるNPOである"Happy House"の共同設立者にして ASIFA-Hollywood's Animation Archive Projectの協賛者でもある。
2007年9月には、"significant commitment to the mission of the Make-A-Wish Foundation of Greater Los Angeles."ということでMake-a-Wish Foundation's Wish Icon Awardを受賞した"。
カートライトはストック・カードライバーとしても知られており、NASCARの運転免許を取ろうと一生懸命になっている。

## 出演作品

### 映画
- トワイライトゾーン/超次元の体験 Twilight Zone: The Movie （1983）
- ロジャー・ラビット Who Framed Roger Rabbit (1988)
- GODZILLA Godzilla (1998)
- ザ・シンプソンズ MOVIE The Simpsons Movie (2007)

### テレビドラマ
- 24 -TWENTY FOUR- 24(2007)

### テレビアニメ
- ザ・シンプソンズ The Simpsons（バート・シンプソン、他）
- キム・ポッシブル Kim Possible（ルーファス）
- パパはグーフィー Goof Troop（ピストル）
- リロ・アンドスティッチ・ザ・シリーズ Lilo & Stitch: The Series（ルーファス、試作品375号（ファンタズモ））
- ザ・リプレイス 大人とりかえ作戦 The Replacements（トッド・ディアリング）

### ゲーム
- ザ・シンプソンズ・ゲーム The Simpsons Game （バート・シンプソン、他）

### その他
- ザ・シンプソンズ・ライド The Simpsons Ride （バート・シンプソン、他）

## 参考書籍
- Cartwright, Nancy (2000). My Life as a 10-Year-Old Boy. New York City: Hyperion. ISBN 0-7868-8600-5